# Carta di fedeltà

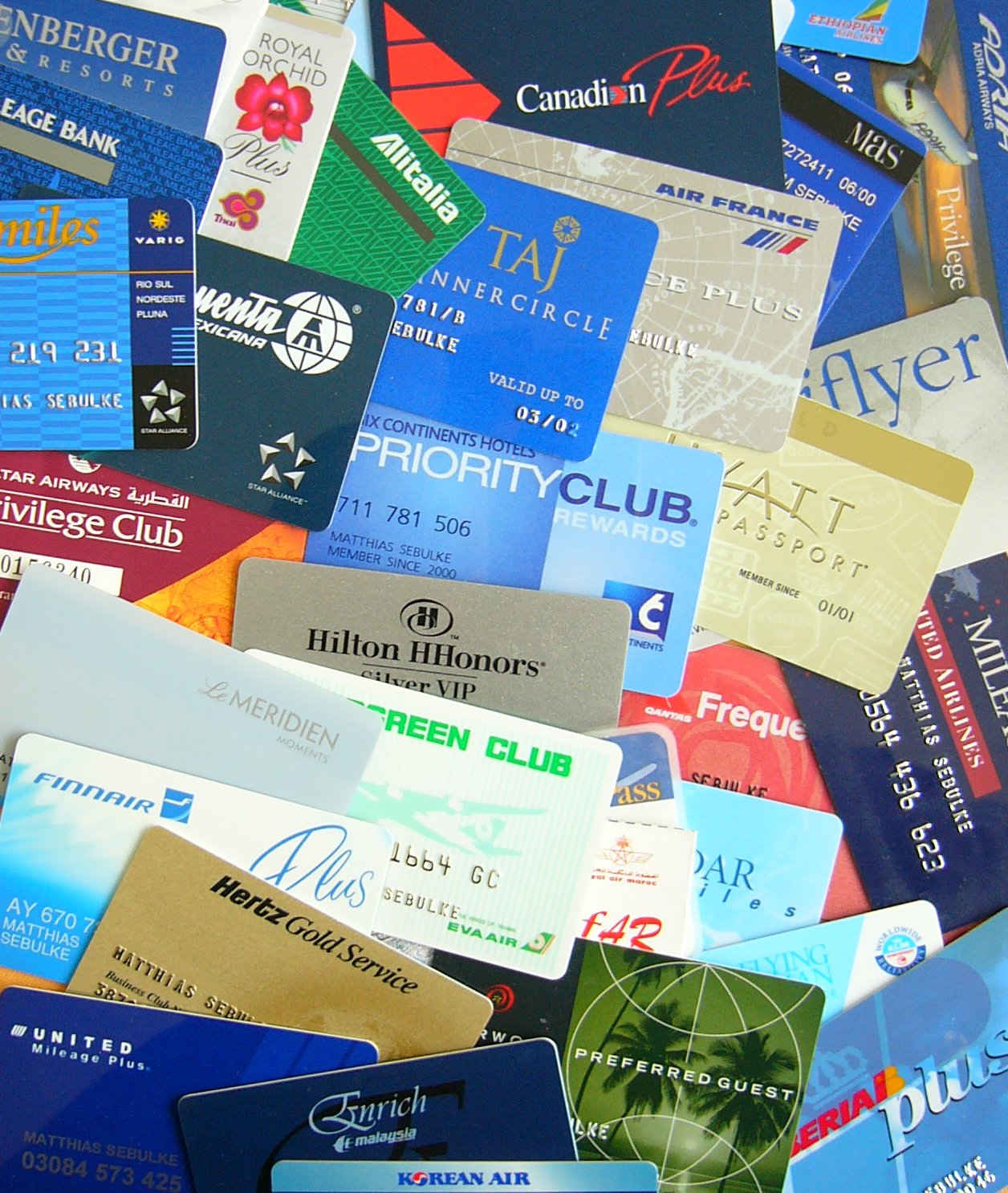
Vari tipi di carta di fedeltà.

La carta fedeltà è uno strumento fondamentale per la realizzazione di progetti di marketing relazionale. Esse rappresentano il simbolo di riconoscimento e identificazione per i consumatori che partecipano a un programma di fidelizzazione.

## Caratteristiche
Generalmente a una carta fedeltà è associato un software che consente di raccogliere, mantenere ed estrapolare dati importanti sulle abitudini d'uso della clientela.
L'obiettivo del marketing relazionale è infatti quello di creare un vincolo fisico tra l'azienda e il cliente: la carta fedeltà. Si tratta molto spesso di una carta di dimensioni normali in cui sono uniti da uno a tre elementi di plastica, più piccoli, facilmente divisibili e che riportano lo stesso codice della carta principale, in maniera da identificare facilmente il segnalante.
Esistono diverse tipologie di tecnologie che consentono di decodificare i dati di una carta e associarli univocamente a un cliente:
- Codice a barre
- RFID
- Banda magnetica
- Smart card con microchip
- FTF: FTF è l'acronimo di "First to Find" ed è il nome di uno strumento di riconoscimento univoco della scheda Bluetooth di un dispositivo. FTF si basa sulla tecnologia Bluetooth ed è in grado di riconoscere un dispositivo in modo veloce e sicuro tramite la tecnica dello "sniffing", capace di leggere l'indirizzo MAC della scheda. Il codice è univoco e può essere utilizzato per tutti i sistemi che richiedono il riconoscimento come ad esempio quelli Loyalty. Questa tecnologia ha il vantaggio di consentire a un utente di farsi riconoscere utilizzando il proprio smartphone (oppure qualunque dispositivo dotato di BT) ma senza avere altri strumenti terzi, come ad esempio una tessera o un'app. A oggi FTF viene usato in sistemi Loyalty tecnologicamente avanzati e connessi a CRM, per aprire varchi in generale, per associare ed aprire camere di hotel, per sganciare i self scan dei supermercati ecc ecc  FTF è la prima soluzione che digitalizza e dematerializza gli strumenti di riconoscimento ed è l'unica che utilizza un codice univoco a livello mondiale, mentre solitamente viene assegnato un codice univoco solo nell'ambiente in cui è stato generato. Il vantaggio sta nella possibilità di creare un cloud di dati da mettere a disposizione di più sistemi.

### Dimensioni
Le carte fedeltà che vengono generalmente utilizzate hanno le seguenti dimensioni:
- Dimensioni 86*54mm
- Spessore 0,76mm

## Scopo di utilizzo
Una carta fedeltà può avere molteplici modalità d'uso:
- Raccolta punti

Si tratta di una campagna promozionale legata all'accumulo di punti proporzionali alla spesa effettuata, finalizzata al raggiungimento di un premio. Il premio può essere un buono sconto o uno sconto percentuale utilizzabile nei successivi acquisti oppure un premio presente in un catalogo.
- Moneta elettronica

Rientrano in questa modalità operativa tutti i metodi di pagamento che si avvalgono di strumentazione elettronica in sostituzione della moneta contante.
- Borsellino elettronico (prepagato o postpagato)

È un vero e proprio borsellino che contiene gli sconti accumulati durante gli acquisti effettuati presso un Punto Vendita. Il credito accumulato è rispendibile sempre presso lo stesso Punto Vendita o nel circuito di esercizi affiliati.
- Sistema misto

È possibile utilizzare la carta sia come raccolta punti sia come moneta elettronica.
- Carta sconto

Si applica uno sconto percentuale per incentivare il cliente alla spesa.
- Carta regalo

Una carta prepagata che solitamente viene regalata per un'occasione speciale. Molto utilizzata nel campo dell'abbigliamento.

## Carte fedeltà e internet
Dall'inizio del secolo XXI c'è stato un notevole sviluppo di tecnologie alternative alla carta fedeltà basata su tessera in plastica. Nello specifico vi sono imprese che stanno cercando di sfruttare la diffusione dei dispositivi telefonici connessi a internet in aggiunta o in sostituzione alle carte fedeltà fisiche tradizionali. Le carte fedeltà digitali consistono in uno specifico profilo personale del consumatore presente sul sito di un'impresa o di un marchio commerciale (carta fedeltà monoaziendale o monomarca) o sul sito web di un gestore di programmi fedeltà o di fidelizzazione cui fanno riferimento più aziende (carta fedeltà pluriaziendale o multimarca). Le carte fedeltà digitali, cui accedere da smartphone o computer puntano a favorire una connessione diretta tra le pagine web dei programmi fedeltà e i siti web o le pagine nelle reti sociali degli stessi programmi fedeltà multimarca o monomarca. A livello nazionale si stanno diffondendo sempre più le carte fedeltà virtuali, in cui tipicamente il codice a barre o il codice QR viene visualizzato sullo schermo dello smartphone e permette di evitare di avere con sé le omologhe carte di plastica.